# Robert Sharp
Pour les articles homonymes, voir Sharp.
Robert Phillip Sharp, né le 24 juin 1911 et mort le 25 mai 2004, est un expert planétologue des surfaces géologiques de la Terre et de la planète Mars.

## Biographie
Il est président du département des sciences géologiques au California Institute of Technology (Caltech) de 1952 à 1968. Il travaille également avec la National Aeronautics and Space Administration (NASA).
Membre de l'Académie nationale des sciences, il a reçu la National Medal of Science. Il a également reçu la médaille Penrose de la Société américaine de géologie.
L'Aeolis Mons sur Mars a été initialement nommé mont Sharp en sa mémoire, tandis qu'un cratère porte son nom sur la même planète.